# Golden Hour : urgences extrêmes
Golden Hour : Urgences extrêmes (The Golden Hour) est une série télévisée britannique en 4 épisodes de 75 minutes créée par Andrew Rattenbury et diffusée entre le 14 septembre 2005 et le 5 octobre 2005 sur ITV.
En France, la série a été diffusée à partir du 30 aout 2007 sur M6 et rediffusée sur TF6.

## Synopsis
La vie d'une équipe médicale spécialisée dans les interventions d'urgences n'est pas de tout repos. Alec, Jane, Paul et Naz forment une équipe efficace de jeunes médecins qui luttent en permanence pour garder la tête froide face à la pression. Ils travaillent contre la montre pour secourir les victimes de traumas et doivent opérer la plupart du temps non à l'hôpital, mais à vif, au milieu de la rue. 

## Distribution
- Richard Armitage (VF : Alexis Victor): Dr. Alec Track
- Navin Chowdhry (VF : Xavier Béja) : Dr. Naz Osbourne
- Zoe Telford (VF : Ninou Fratellini) :  Dr. Jane Cameron
- Ciarán McMenamin (VF : Axel Kiener) : Dr. Paul Keane

Version française
- Studio de doublage : Dubbing Brothers
- Adaptation : Catherine Valduriez
- Direction artistique : José Luccioni
- Mixage : Laurent Duval

## Épisodes
1. 60 minutes chrono
2. Déflagration
3. Hors de contrôle
4. Intervention à haut risque